# Inspiration Glacier
Der Inspiration Glacier ist ein Gletscher an den Osthängen des Eldorado Peak im North Cascades National Park im US-Bundesstaat Washington. Der Gletscher ist etwa 1,5 mi (2 km) lang, an seinem Ende etwa 2 mi (3 km) breit und fließt von 8.500 ft (2.591 m) bis auf 6.800 ft (2.073 m) Höhe herab. Er liegt in einem Kartal mit dem Eldorado Peak (8.868 ft (2.703 m)) im Westen, dem Tepeh Towers (8.386 ft (2.556 m)) genannten Grat im Nordwesten und dem Klawatti Peak (8.485 ft (2.586 m)) im Nordosten. Der Inspiration Glacier ist mit dem Eldorado Glacier im Süden verbunden und durch die Tepeh Towers teilweise vom McAllister Glacier im Norden getrennt. Das Schmelzwasser des Inspiration Glacier speist den Moraine Lake.

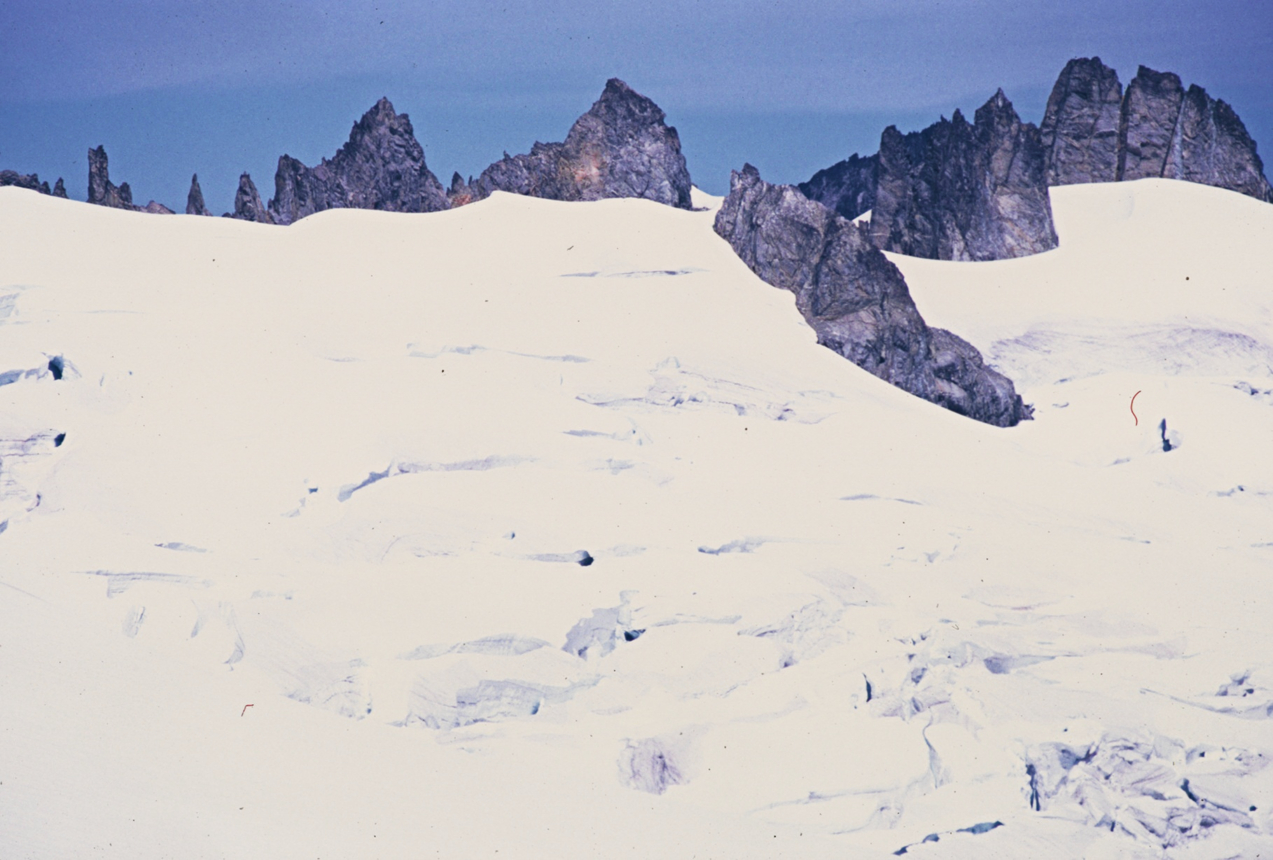
Die Tepeh Towers und der Inspiration Glacier
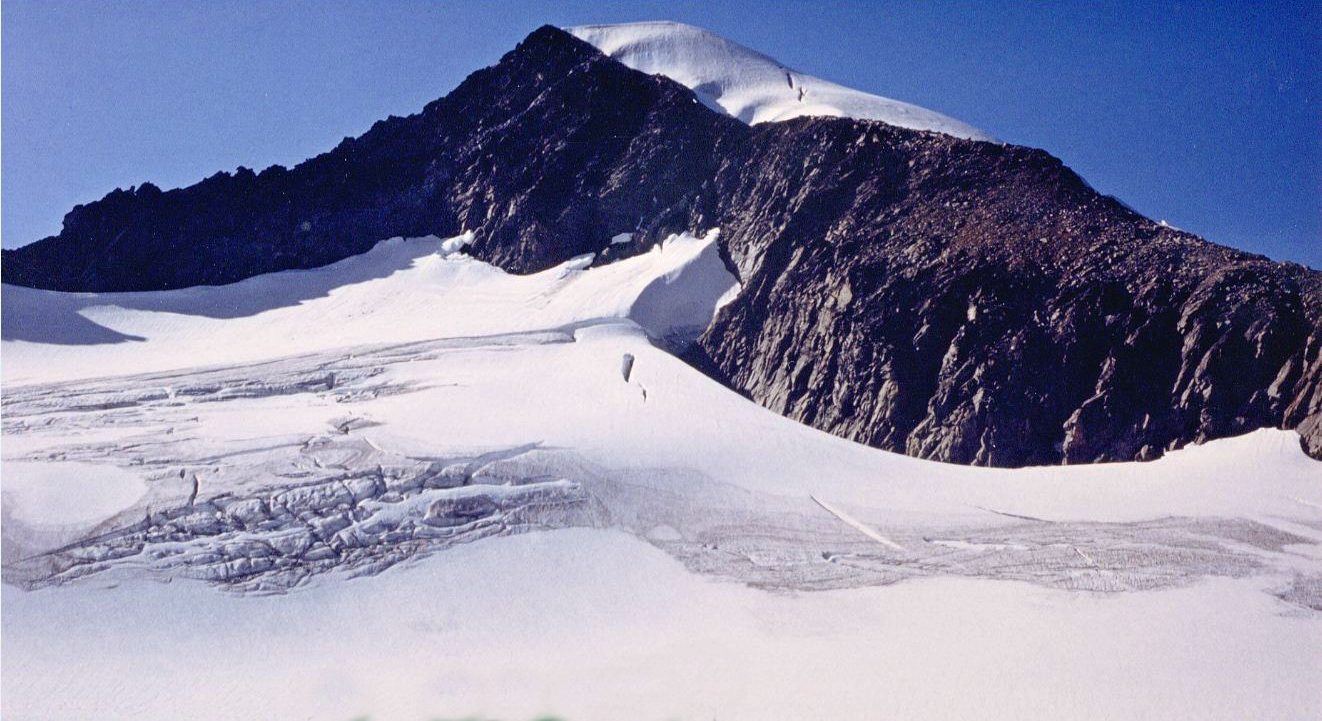
Der Eldorado Peak mit dem Inspiration Glacier